# Jhojan Julio
Jhojan Esmaides Julio Palacios, mais conhecido como Jhojan Julio (Quito, 11 de fevereiro de 1998), é um futebolista equatoriano que joga pelo Tijuana. Principalmente um meia-atacante, ele também pode jogar como ponta-esquerda.

## Carreira em clubes

### LDU Quito
Nascido em Quito, Julio ingressou aos 12 anos nas equipes de base da LDU Quito em setembro de 2010. Depois de impressionar com a equipe sub-18, ele fez sua primeira participação na Serie A equatoriana em 25 de junho de 2016, jogando em um empate 0-0 fora de casa contra a Universidad Católica del Ecuador.
Julio marcou seus primeiros gols em 22 de outubro de 2017, marcando dois gols na vitória por 5 a 2 em casa sobre o Delfín. Ele se estabeleceu como titular regular a partir da temporada de 2018 e renovou seu contrato até 2022 em 4 de abril daquele ano.
Em 14 de setembro de 2020, Julio renovou seu contrato com a LDU até 2024. Em setembro de 2021, ele foi suspenso por dois meses após uma briga com jogadores do Emelec durante uma partida entre os dois clubes, mas a proibição foi posteriormente reduzida para duas partidas em 1º de outubro.

#### Empréstimo para Santos
Em 30 de março de 2022, a LDU anunciou a transferência de Julio para o clube brasileiro Santos em um contrato de empréstimo de 14 meses, com cláusula de rescisão.

## Carreira internacional
Em 12 de março de 2019, Julio foi convocado pelo técnico Jorge Célico para a seleção do Equador para amistosos contra Estados Unidos e Honduras. Ele fez sua estréia internacional completa nove dias depois, entrando como substituto no segundo tempo para Renato Ibarra em uma derrota por 0-1 contra o primeiro no Exploria Stadium em Orlando, Flórida .
Em dezembro de 2019, Julio foi convocado para a equipe sub-23 para o Torneio Pré-Olímpico da CONMEBOL 2020, mas teve que se retirar devido a uma lesão.

## Vida pessoal
Os meio-irmãos de Julio, Anderson e Madison, também são jogadores de futebol. Ambos jogam como ala.

## Estatísticas de carreira

### Clube
- Atualizado até 29 Junho 2022[12]

| Clube               | Estação        | Liga           | Liga        | Liga  | Copas       | Copas | Internacional | Internacional | Outros      | Outros | Total       | Total |
| Clube               | Estação        | Divisão        | Aplicativos | Metas | Aplicativos | Metas | Aplicativos   | Metas         | Aplicativos | Metas  | Aplicativos | Metas |
| ------------------- | -------------- | -------------- | ----------- | ----- | ----------- | ----- | ------------- | ------------- | ----------- | ------ | ----------- | ----- |
| LDU Quito           | 2016           | série A        | 8           | 0     | —           | —     | —             | —             | —           | —      | 8           | 0     |
| LDU Quito           | 2017           | série A        | 22          | 3     | —           | —     | 0             | 0             | 2           | 0      | 24          | 3     |
| LDU Quito           | 2018           | série A        | 44          | 6     | —           | —     | 6             | 1             | —           | —      | 50          | 7     |
| LDU Quito           | 2019           | série A        | 25          | 5     | 1           | 0     | 6             | 2             | —           | —      | 32          | 7     |
| LDU Quito           | 2020           | série A        | 21          | 3     | —           | —     | 6             | 3             | 0           | 0      | 27          | 6     |
| LDU Quito           | 2021           | série A        | 24          | 2     | —           | —     | 7             | 2             | 2           | 0      | 33          | 4     |
| LDU Quito           | 2022           | série A        | 5           | 0     | —           | —     | 1             | 0             | 0           | 0      | 6           | 0     |
| LDU Quito           | Total          | Total          | 149         | 19    | 4           | 0     | 26            | 8             | 4           | 0      | 180         | 27    |
| Santos (empréstimo) | 2022           | Série A        | 11          | 0     | 3           | 0     | 4             | 1             | —           | —      | 18          | 1     |
| Carreira total      | Carreira total | Carreira total | 160         | 19    | 1           | 0     | 30            | 9             | 4           | 0      | 198         | 28    |

1. ↑  Appearance(s) in Copa Sudamericana play-off
2. 1 2  Appearance(s) in Copa Sudamericana
3. 1 2  Appearance(s) in Copa Libertadores
4. ↑  Three appearances and one goal in Copa Libertadores, four appearances and one goal in Copa Sudamericana
5. ↑  Appearance(s) in Supercopa Ecuador

### Internacional
- Atualizado até 28 Março 2022[13]

| time nacional | Ano   | Aplicativos | Metas |
| ------------- | ----- | ----------- | ----- |
| Equador       | 2019  | 3           | 0     |
| Equador       | 2020  | 1           | 0     |
| Equador       | 2021  | 1           | 0     |
| Total         | Total | 5           | 0     |

## Títulos
LDU Quito
- Campeonato Equatoriano: 2018
- Copa Equador: 2019
- Supercopa Equador: 2020, 2021
- Copa Sul-Americana: 2023